# Galápagosi albatrosz
A galápagosi albatrosz (Phoebastria irrorata) a madarak (Aves) osztályának viharmadár-alakúak (Procellariiformes) rendjébe, ezen belül az albatroszfélék (Diomedeidae) családjába tartozó faj.

## Előfordulása
Költési időszakon kívül Chile, Kolumbia, Ecuador és Peru partvidékén található meg. Kóborlásai során eljut Panamába is.
Költőhelye elsősorban a Galápagos-szigeteken vannak, a szigetcsoportból is Española szigetén fészkel az állomány nagy része. Kisebb számban (maximum 10-20 költőpár) fészkel Genovesa szigetén is, valamint az Ecuador partvidékén található Isla de la Plata szigeten is.
A galápagosi albatrosz az egyetlen albatroszfaj, amely a trópusi éghajlaton honos, itt is költ. A természetes élőhelye köves partok, parti vizek és nyílt óceánok.

## Megjelenése
Testhossza 85–93 centiméter, szárnyfesztávolsága pedig 240 centiméter. Tollazata barna, feje fehér, nyaka okkersárga. A csőre sárga.
|  |

## Életmódja
Tintahalakkal, halakkal és rákokkal táplálkozik.

## Szaporodása
A galápagosi albatrosz monogámfaj. Március végén érkezik a költőhelyére, a tojásrakás április közepétől a június végéig tart.
|  |

## Természetvédelmi állapota
Az IUCN vörös listáján a végveszélyben lévő kategóriába szerepel.